# The Stooges (음반)
| 전문가 평가                   | 전문가 평가 |
| 평가 점수                     | 평가 점수   |
| 출처                          | 점수        |
| ----------------------------- | ----------- |
| AllMusic                      | [ 2 ]       |
| Blender                       | [ 3 ]       |
| Chicago Tribune               | [ 4 ]       |
| Entertainment Weekly          | B+          |
| Pitchfork                     | 8.9/10      |
| Q                             | [ 7 ]       |
| The Rolling Stone Album Guide | [ 8 ]       |
| Spin Alternative Record Guide | 10/10       |
| Uncut                         | [ 10 ]      |
| The Village Voice             | B+          |

《The Stooges》는 1969년 8월 5일, 엘렉트라 레코드에서 발매한 미국의 록 밴드 스투지스의 데뷔 스튜디오 음반이다. 획기적인 프로토 펑크 발매로 여겨지는 이 음반은 미국 빌보드 200 차트에서 106위로 정점을 찍었다. 수록곡 〈I Wanna Be Your Dog〉와 〈1969〉는 싱글로 발매되었고, 〈1969〉는 《롤링 스톤》이 선정한 "100대 위대한 기타 노래" 목록에 35위로 올랐다. 2020년에는 《롤링 스톤》의 "역사상 가장 위대한 음반 500장"에서 488위에 올랐다.

## 배경
스투지스는 첫 음반에서 〈I'm Sick〉, 〈Asthma Attack〉, 〈Dance of the Romance〉 / 〈Goodbye Bozos〉, 〈No Fun〉, 〈I Wanna Be Your Dog〉, 〈1969〉 등 7곡을 녹음할 계획이었다. 〈I'm Sick〉은 이기 팝이 울리처 일렉트로닉 피아노에 작곡한 볼레로로, 라이브 공연을 할 때 무대 위에서 "아파!(I'm Sick!)"이라고 펄쩍펄쩍 뛰었다. 〈Asthma Attack〉은 음반 재발매에 등장하는 동일한 곡 제목을 사용한 곡 버전과는 완전히 다른 구성이었다. 이기 팝에 따르면, "〈Asthma Attack〉은 핑크 플로이드 사이키델릭 스페이스 록 곡 〈Interstellar Overdrive〉와 매우 비슷하게 들리는 반복 하강 화음의 구조화된 곡이었습니다. 그는 "더 후처럼 B장조, A장조, G장조, E장조였고, 그 다음에는 'Asthma Attack'이라고 외치곤 했습니다."라고 더 자세히 설명했다. 〈Dance of the Romance〉 / 〈Goodbye Bozos〉는 1968년 사이키델릭 스투그 라이브 공연을 종료한 론 애시턴 기타 오디오 피드백 〈Goodbye Bozos〉가 없는 〈Little Doll〉로 알려진 초기 버전이다.

## 곡 목록
모든 곡들은 스투지스에 의해 작사/작곡하였다.
| #  | 제목                    | 재생 시간 |
| -- | ----------------------- | --------- |
| 1. | 〈1969〉                | 4:05      |
| 2. | 〈I Wanna Be Your Dog〉 | 3:09      |
| 3. | 〈We Will Fall〉        | 10:18     |

| #  | 제목               | 재생 시간 |
| -- | ------------------ | --------- |
| 1. | 〈No Fun〉         | 5:14      |
| 2. | 〈Real Cool Time〉 | 2:29      |
| 3. | 〈Ann〉            | 3:00      |
| 4. | 〈Not Right〉      | 2:50      |
| 5. | 〈Little Doll〉    | 3:20      |